# Cratere Volkov
Volkov è un cratere lunare di 40,84 km situato nella parte sud-occidentale della faccia nascosta della Luna.